# بطارية المركبة الكهربائية

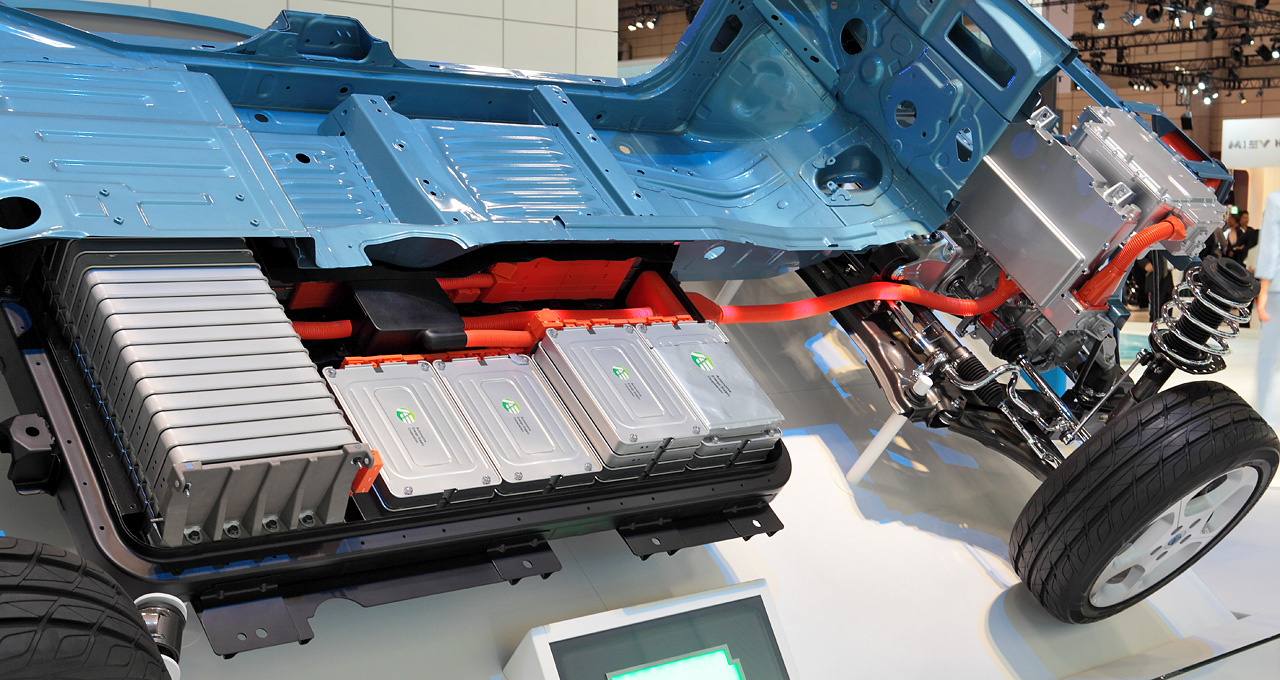
مقطع من سيارة نيسان ليف مظهراً البطارية

بطارية المركبة الكهربائية هي بطارية قابلة للشحن تستخدم في تزويد المحركات الكهربائية بالطاقة في المركبات الكهربائية الخالصة أو الهجينة.
إن أكثر أنواع بطاريات المركبات الكهربائية انتشاراً هي بطاريات أيونات الليثيوم وبطارية بوليمرات الليثيوم؛ بالإضافة إلى بطارية النيكل والكادميوم وبطارية النيكل وهيدريد الفلز؛ وبشكل أقل بطارية الزنك والهواء وبطارية مصهور الملح. يمثل الليثيوم المعدن الأكثر أهمية في صناعة بطاريات السيارات الكهربائية، إذ تبلغ حصته نحو 65% من إجمالي المعادن المستخدمة في تلك الصناعة.
تزداد شعبية بطارية فوسفات الليثيوم الحديدية (LFP) حيث وصلت إلى حصة سوق عالمية بنسبة 41٪ من حيث السعة للسيارات الكهربائية بالكامل في عام 2023. تتميز هذه البطاريات بأنها أثقل ولكنها أرخص وأكثر استدامة. في الوقت نفسه، تستخدم أولى سيارات الركاب التجارية بطارية أيونات الصوديوم (Na-ion) لتجنب الحاجة إلى المعادن الأساسية تمامًا. تشكل البطارية جزءًا كبيرًا من تكلفة وتأثير السيارة الكهربائية على البيئة. أدى النمو في هذه الصناعة إلى الاهتمام بتأمين سلاسل توريد البطاريات، وهو ما يطرح العديد من التحديات وأصبح قضية جيوسياسية مهمة. اعتبارًا من ديسمبر 2019، انخفضت تكلفة بطاريات السيارات الكهربائية بنسبة 87٪ منذ عام 2010 على أساس كل كيلووات في الساعة.
تجاوز طلب بطاريات السيارات الكهربائية 750 جيجاوات في الساعة في عام 2023. تتمتع بطاريات السيارات الكهربائية بسعة أكبر بكثير من بطاريات السيارات المستخدمة للتشغيل والإضاءة والاشتعال في السيارات التي تعمل بالاحتراق. بلغ متوسط سعة بطارية طرازات السيارات الكهربائية المتوفرة من 21 إلى 123 كيلووات في الساعة في عام 2023 بمتوسط 80 كيلووات في الساعة.

## أنواع بطاريات السيارات الكهربائية
اعتبارًا من عام 2024، تهيمن بطارية الليثيوم أيون مع الأنواع الفرعية بطارية أكاسيد الكوبالت والمنغنيز والنيكل والليثيوم وبطارية فوسفات الحديد والليثيوم وبطارية أكاسيد الألومنيوم والنيكل والليثيوم والكوبالت [الإنجليزية] على سوق السيارات الكهربائية بالكامل. وصل إجمالي القدرة الإنتاجية العالمية في عام 2023 إلى ما يقرب من 2000 جيجاوات في الساعة مع استخدام 772 جيجاوات في الساعة للسيارات الكهربائية في عام 2023. يتركز معظم الإنتاج في الصين حيث ارتفعت القدرات بنسبة 45٪ في تلك السنة. بفضل كثافة الطاقة العالية وعمر الدورة الطويل، أصبحت بطاريات الليثيوم أيون النوع الرائد للبطاريات المستخدمة في السيارات الكهربائية. طُورت وسُوقت في البداية للاستخدام في أجهزة الحاسوب المحمولة والإلكترونيات الاستهلاكية. تستخدم السيارات الكهربائية الحديثة أشكالًا جديدة على كيمياء الليثيوم أيون تتخلى عن طاقة محددة وقوة محددة لتوفير مقاومة للحريق وصديقة للبيئة وشحن سريع وعمر أطول. وقد ثبت أن هذه الأنواع الفرعية لها عمر افتراضي أطول بكثير.
|                                                   | أكاسيد الكوبالت والمنغنيز والنيكل والليثيوم                                   | فوسفات الحديد والليثيوم                                                         | أكاسيد الألومنيوم والنيكل والليثيوم والكوبالت | أيونات الصوديوم                 | بطارية الرصاص   |
| ------------------------------------------------- | ----------------------------------------------------------------------------- | ------------------------------------------------------------------------------- | --------------------------------------------- | ------------------------------- | --------------- |
| الحصة السوقية العالمية لمركبات الكهربائية بالكامل | 59%                                                                           | 40%                                                                             | 7%                                            | <1% (امكانية عالية)             | لا يوجد بيانات  |
| كثافة الطاقة لكل طن (واط/كجم)                     | 150-275 كيلوواط/ساعة 150-220 كيلوواط/ساعة 165 كيلوواط/ساعة (معدل مبيعات 2023) | 80-150 كيلوواط/ساعة 210 90-160 كيلوواط/ساعة 135 كيلوواط/ساعة (معدل مبيعات 2023) | 200-260 كيلوواط/ساعة                          | 140-160 كيلوواط/ساعة            | 35 كيلوواط/ساعة |
| توقعات كثافة الطاقة                               | 300 كيلوواط/ساعة                                                              | 260 كيلوواط/ساعة                                                                |                                               | >200 كيلوواط/ساعة               |                 |
| السعر لكل كيلوواط في الساعة                       | 139$ 130$                                                                     | 70$ 105$                                                                        | 120$                                          | 80-120€ 87$                     | 65-100$         |
| توقعات الأسعار                                    | 80$ (2030)                                                                    | 36$ (2025)                                                                      |                                               | <40€ (2035) 40-80$ (2034) 8-10$ |                 |
| الدورات (الحالة 80%)                              | 1500 - 5000                                                                   | 3000 - 7000                                                                     |                                               | 4000 - 5000                     | 200 - 1500      |
| قابلية كبيرة للاشتعال                             | نعم                                                                           | لا                                                                              | متوسطة                                        | لا                              | نعم             |
| نطاق درجة حرارة                                   | متوسط (مناخ بارد)                                                             | عالي (مناخ حار)                                                                 |                                               | عالي                            | متوسط           |
| الأنتاج                                           | >67% الصين                                                                    | 100% الصين                                                                      |                                               |                                 |                 |

### بطارية ليثيوم-نيكل والمنغنيز والكوبالت (Lithium-NMC)
تُعد أكاسيد الليثيوم والنيكل والمنغنيز والكوبالت (Lithium nickel manganese cobalt oxides) مواد عالية الأداء وأصبحت المعيار العالمي في إنتاج السيارات الكهربائية بالكامل منذ عام 2010. من ناحية أخرى، يؤدي استغلال المعادن المطلوبة إلى مشاكل بيئية. تشمل عيوب هذه البطاريات التقليدية الحساسية لدرجة الحرارة، وأداء ضعيف للطاقة في درجات الحرارة المنخفضة، وتدهور الأداء مع تقدم العمر. نظرًا لتقلب المنحلات الكهربائية العضوية، ووجود أكاسيدات المعادن المؤكسدة بشدة، وعدم الاستقرار الحراري لطبقة الطور البيني للإلكتروليت الصلب للأنود، فإن بطاريات الليثيوم أيون التقليدية تشكل خطرًا على السلامة من الحرائق في حالة ثقبها أو شحنها بشكل غير صحيح. لم تقبل الخلايا الأولى الشحن أو تمدده بالطاقة عندما تكون باردة جدًا. يمكن استخدام آلية تسخين في بعض المناخات لتدفئتها. ومع ذلك، هناك بعض المخاطر المرتبطة بهذا النوع من تقنية البطاريات.

### بطارية فوسفات الحديد والليثيوم (LFP)
تتمتع بطارية فوسفات الليثيوم الحديدي بمدى قصير ولكنها أرخص وأكثر أمانًا واستدامة من بطارية الليثيوم-نيكل والمنغنيز والكوبالت. لا تتطلب المعادن الأساسية المنغنيز والكوبالت. منذ عام 2023، أصبحت بطارية فوسفات الحديد والليثيوم التكنولوجيا الرائدة في الصين بينما تظل حصة السوق في أوروبا وأمريكا الشمالية أقل من 10%. يُعد هذه البطارية النوع السائد في تخزين طاقة الشبكة.

### بطاريات الليثيوم والتيتانيوم (LTO)
بطاريات تيتانات الليثيوم [الإنجليزية] أو أكسيد الليثيوم والتيتانيوم معروفة بمستوى السلامة العالي فيها، حيث تقلل من خطر الانفلات الحراري وتعمل بفعالية في نطاق واسع من درجات الحرارة. تتميز هذه البطاريات بعمر دورة مثير للإعجاب، غالبًا ما يتجاوز 10,000 دورة شحن وتفريغ. كما تتمتع بقدرات شحن سريعة بسبب قبولها الشحن العالي. ومع ذلك، فإن لديها كثافة طاقة أقل مقارنة ببطاريات الليثيوم أيون الأخرى.

### بطارية أيونات الصوديوم
تتجنب بطارية أيونات الصوديوم تماماً المواد النادرة. وبسبب التوفر العالي للصوديوم الموجود في مياه البحر، فإن توقعات التكلفة منخفضة. وفي أوائل عام 2024، بدأت العديد من الشركات المصنعة الصينية بتسليم أولى طرازاتها. ويرى المحللون إمكانية عالية لهذا النوع خاصة للاستخدام في السيارات الكهربائية الصغيرة والدراجات ومركبات ثلاث عجلات.

### الأنواع المستقبلية
هناك عدة أنواع قيد التطوير.
- قد توفر بطارية صلبة الحالة كثافة طاقة عالية وتحسينات محتملة للسلامة.[27]
- من المتوقع أيضًا أن تلبي بطارية الليثيوم-كبريت متطلبات الأداء العالية.[28]
- بطارية الليثيوم والمنجنيز والحديد والفوسفات [الإنجليزية] (LMFP) هي بطارية فوسفات الحديد والليثيوم تتضمن المنغنيز كمكون كاثود.

### أنواع البطاريات القديمة

#### البطارية الرصاصية الحمضية
في القرن العشرين، استخدمت معظم السيارات الكهربائية بطارية الرصاص مغمورة بسبب تقنيتها الناضجة وتوفرها العالي وتكلفتها المنخفضة. وقد زودت البطاريات الرصاصية الحمضية السيارات الكهربائية الحديثة المبكرة مثل الإصدارات الأصلية لعام 1996 من جنرال موتورز اي في 1 [الإنجليزية] بالطاقة. هناك نوعان رئيسيان من البطاريات الرصاصية الحمضية: بطاريات تشغيل محرك السيارة، والبطاريات الدورية العميقة [الإنجليزية] التي توفر الكهرباء المستمرة لتشغيل المركبات الكهربائية مثل الرافعات الشوكية أو عربات الجولف. كما تُستخدم البطاريات الدورية العميقة كبطاريات مساعدة في المركبات الترفيهية، ولكنها تتطلب شحنًا متعدد المراحل مختلفًا. قد يؤدي التفريغ إلى أقل من 50٪ إلى تقصير عمر البطارية. تتطلب البطاريات المغمورة فحص مستويات الإلكتروليت والاستبدال الدوري للمياه، والتي تتبخر أثناء دورة الشحن العادية. تتمتع السيارات الكهربائية المزودة ببطاريات رصاصية حمضية بمدى يصل إلى 130 كم (81 ميلًا) لكل شحنة.

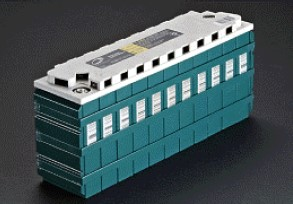
وحدة بطارية النيكل وهيدريد فلز من شركة جي ام اوفونيك

#### بطارية النيكل وهيدريد فلز (NiMH)
تُعتبر بطاريات النيكل وهيدريد فلز تقنية ناضجة. وعلى الرغم من أنها أقل كفاءة (60-70%) في الشحن والتفريغ مقارنة حتى ببطارية الرصاص، إلا أنها تمتلك طاقة نوعية أعلى تبلغ 30-80 وات/كيلوجرام. وعندما تُستخدم بشكل صحيح، يمكن لبطاريات النيكل وهيدريد فلز أن تتمتع بعمر افتراضي طويل بشكل استثنائي، كما يتضح من استخدامها في السيارات الهجينة وفي سيارات تويوتا راف 4 اي في التي لا تزال تعمل بشكل جيد بعد قطع مسافة 100,000 ميل (160,000 كيلومتر) وأكثر من عقد من الخدمة. وتشمل الجوانب السلبية دورات الشحن الدقيقة والأداء الضعيف في الطقس البارد. أنتجت شركة جنرال موتورز أوفونيك بطارية النيكل وهيدريد فلز المستخدمة في الجيل الثاني من سيارة اي في 1. وقد وفرت نماذج سيارات النيكل وهيدريد فلز الكهربائية ما يصل إلى 200 كيلومتر (120 ميل) من المدى.

#### بطارية الزيبرا
استُخدمت بطارية كلوريد الصوديوم والنيكل أو "بطارية الزيبرا" في السيارات الكهربائية المبكرة بين عامي 1997 و2012. وهي تستخدم ملح كلوروألومينات الصوديوم المنصهر (NaAlCl4) كإلكتروليت. ولها طاقة نوعية تبلغ 120 وات ساعة/كيلوجرام. وبما أن البطارية يجب تسخينها للاستخدام، فإن الطقس البارد لا يؤثر بشكل كبير على تشغيلها باستثناء زيادة تكاليف التدفئة. يمكن أن تدوم بطاريات الزيبرا لآلاف دورات الشحن وهي غير سامة. تشمل عيوب بطارية الزيبرا ضعف القدرة النوعية (<300 وات/كيلوجرام) والحاجة إلى تسخين الإلكتروليت إلى حوالي 270 درجة مئوية (518 درجة فهرنهايت)، مما يضيع بعض الطاقة، ويسبب صعوبات في تخزين الشحن على المدى الطويل، ويشكل خطراً محتملاً.

#### أنواع أخرى قديمة
الأنواع الأخرى من البطاريات القابلة للشحن استخدمت في السيارات الكهربائية المبكرة تشمل:
- بطارية نيكل وكادميوم
- بطارية النيكل-حديد [الإنجليزية] المستخدمة في ديترويت إلكتريك [الإنجليزية]
- أكسيد الليثيوم والفاناديوم التي دخلت في نموذج سوبارو جي 4 إي.[34]

## هندسة البطاريات والتكامل
سلسلة CTx:
- خلية إلى وحدة (CTM) - وُضعت خلايا البطارية في وحدات، ثم في حزمة البطارية.
- خلية إلى حزمة (CTP) - وُضعت خلايا البطارية في حزمة البطارية بدون وحدات.
- خلية إلى هيكل (CTC) - وُضعت خلايا البطارية في الإطار [الإنجليزية] أو الهيكل [الإنجليزية]، ويمكن استخدام البطاريات كجزء من السلامة الهيكلية أو لزيادة القوة الهيكلية.
- خلية إلى جسم (CTB) - وُضعت خلايا البطارية في جسم السيارة.[35][36]

## سلسلة التوريد

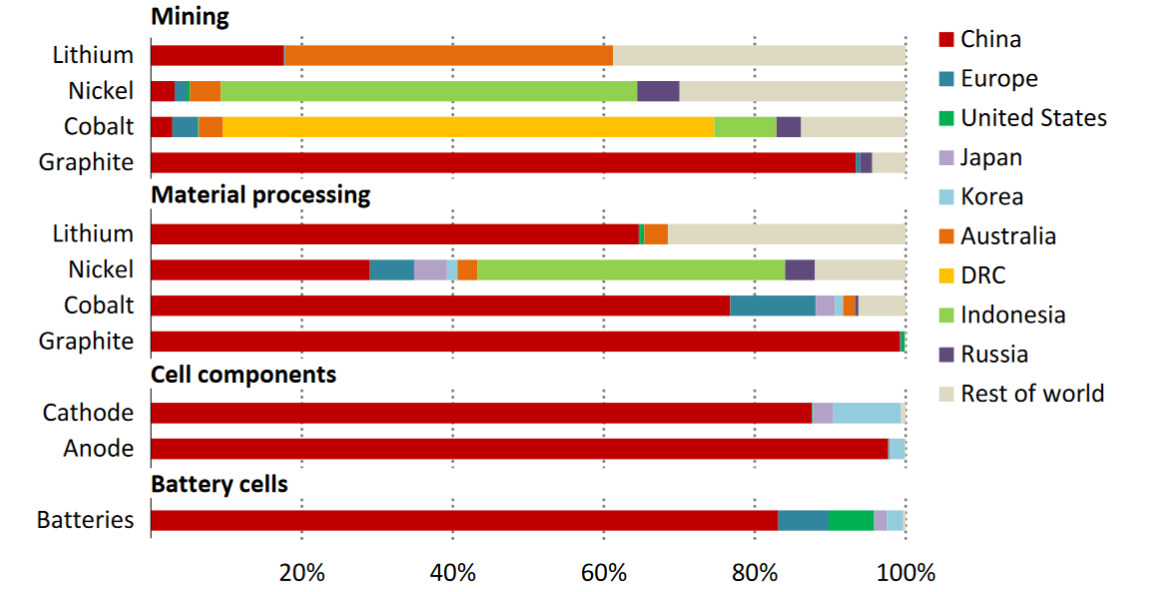
التوزيع الجغرافي لسلسلة التوريد العالمية للبطاريات

### دورة حياة بطاريات السيارات الكهربائية القائمة على الليثيوم
في المرحلة الأولى، تُعدن المواد الخام في مناطق مختلفة من العالم. تسيطر الصين حاليًا على جميع الخطوات التالية. بعد أن تقوم مصانع المعالجة الأولية بتكرير المواد، تشتريها شركات تصنيع البطاريات وتصنع البطاريات وتجمعها في حزم. تشتري شركات تصنيع السيارات هذه الحزم وتثبتها في السيارات.

### التصنيع
يوجد بشكل أساسي ثلاث مراحل خلال عملية تصنيع بطاريات السيارات الكهربائية: تصنيع المواد، وتصنيع الخلية، والتكامل، كما هو موضح في الرسم البياني لعملية تصنيع بطاريات السيارات الكهربائية بالألوان الرمادي والأخضر والبرتقالي على التوالي. لا تتضمن هذه العملية المعروضة تصنيع أجهزة الخلية، أي الأغلفة وجامعي التيار. خلال عملية تصنيع المواد، تُخلط المادة النشطة والإضافات الموصلة والرابط البوليميري والمذيب أولاً. بعد ذلك، تُطلى على جامعي التيار استعدادًا لعملية التجفيف. خلال هذه المرحلة، تعتمد طرق صنع المواد النشطة على القطب والكيمياء.

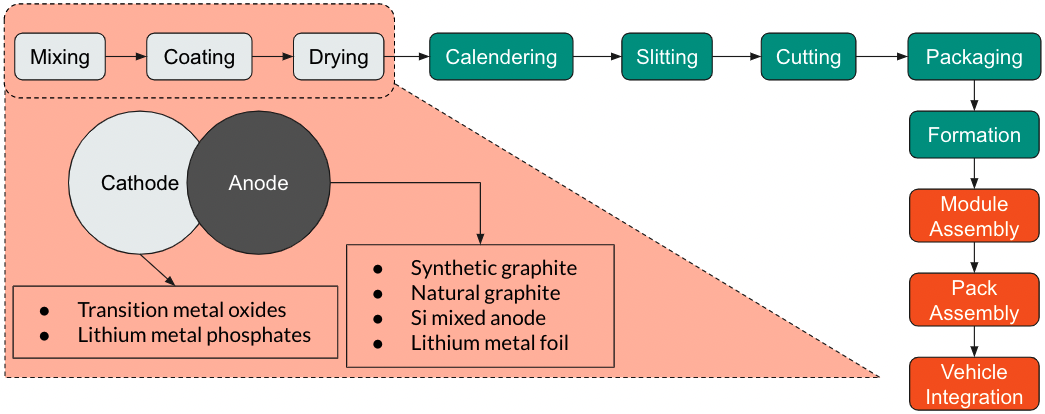
عملية تصنيع بطاريات السيارات الكهربائية

تستخدم الكاثودات في الغالب أكاسيد فلزات انتقالية، أي أكاسيد ليثيوم نيكل منجنيز كوبالت (Li-NMC)، أو فوسفاتات ليثيوم معدنية، أي فوسفاتات ليثيوم الحديد (LFP). المادة الأكثر شيوعًا للأقطاب السالبة هي الجرافيت. ومع ذلك، في الآونة الأخيرة، بدأت العديد من الشركات في صنع أنود مختلط بالسيليكون وأنود ليثيوم معدني.
بشكل عام، لإنتاج المواد النشطة، هناك ثلاث خطوات: إعداد المواد، ومعالجة المواد، والتكرير. في مرحلة تصنيع الخلية، يُعالج القطب المُعدّ للشكل المطلوب للتغليف في شكل أسطواني أو مستطيل أو كيس. ثم بعد ملء الشوارد وإغلاق الخلايا، تُدور خلايا البطارية بعناية لتشكيل طبقة واقية على القطب السالب. بعد ذلك، تُجمع هذه البطاريات في حزم جاهزة لدمجها في السيارة.

### إعادة الاستخدام والتوجيه
عندما تتدهور مجموعة بطاريات السيارة الكهربائية إلى 70٪ إلى 80٪ من سعتها الأصلية، تُعرّف بأنها قد وصلت إلى نهاية عمرها الافتراضي. إحدى طرق إدارة النفايات هي إعادة استخدام المجموعة. من خلال إعادة توجيه المجموعة للتخزين الثابت، يمكن استخراج قيمة أكبر من مجموعة البطاريات مع تقليل تأثير دورة الحياة لكل كيلو وات ساعة. يحدث التدهور غير المتساو وغير المرغوب فيه للبطارية أثناء تشغيل السيارة الكهربائية اعتمادًا على درجة الحرارة أثناء التشغيل وأنماط الشحن/التفريغ. يمكن أن تتدهور كل خلية بطارية بشكل مختلف أثناء التشغيل. حاليًا، يمكن استخراج معلومات حالة الصحة (SOH) من نظام إدارة البطارية (BMS) على مستوى المجموعة ولكن ليس على مستوى الخلية. يمكن للمهندسين التخفيف من التدهور من خلال هندسة نظام إدارة الحرارة من الجيل التالي. يمكن استخدام التحليل الطيفي للعزل الكهربائي (EIS) لضمان جودة مجموعة البطاريات.
إن تفكيك الوحدات والخلايا عملية مكلفة وتستغرق وقتًا طويلاً. يجب تفريغ الوحدة بالكامل. ثم يجب تفكيك العبوة وإعادة تكوينها لتلبية متطلبات الطاقة والقدرة للتطبيق الثاني للحياة. يمكن لشركة إعادة التأهيل بيع أو إعادة استخدام الطاقة المُفرغة من الوحدة لتقليل تكلفة هذه العملية. تُستخدم الروبوتات لزيادة سلامة عملية التفكيك.
تُعد تقنية البطاريات غير شفافة وتفتقر إلى المعايير. نظرًا لأن تطوير البطاريات هو الجزء الأساسي من السيارات الكهربائية، فمن الصعب على الشركة المصنعة وضع علامة على التركيب الكيميائي الدقيق للكاثود والأنود والإلكتروليتات على العبوة. بالإضافة إلى ذلك، تتغير السعة وتصميم الخلايا والعبوات سنويًا. تحتاج شركة إعادة التأهيل إلى العمل عن كثب مع الشركة المصنعة للحصول على تحديث في الوقت المناسب لهذه المعلومات. من ناحية أخرى، يمكن للحكومة وضع معيار للوضع.
أخيرًا، انخفضت تكاليف البطاريات بشكل أسرع مما كان متوقعًا. قد تكون الوحدة المُجددة أقل جاذبية من البطاريات الجديدة بالنسبة للسوق. ومع ذلك، كانت هناك العديد من النجاحات في تطبيق الحياة الثانية كما هو موضح في أمثلة مشاريع التخزين باستخدام بطاريات السيارات الكهربائية في الحياة الثانية. تُستخدم هذه البطارية في تطبيق التخزين الثابت الأقل تطلبًا مثل تسوية الذروة أو التخزين الإضافي للمصادر المولدة القائمة على الطاقة المتجددة.

### إعادة التدوير
على الرغم من أنه يمكن تمديد عمر بطارية السيارة الكهربائية من خلال تمكين تطبيق حياة ثانية، إلا أنه في النهاية يتعين إعادة تدوير بطاريات السيارات الكهربائية. إن قابلية إعادة التدوير ليست حاليًا اعتبارًا تصميميًا مهمًا بالنسبة لمصنعي البطاريات، وفي عام 2019 لم يُعاد تدوير سوى 5% من بطاريات السيارات الكهربائية. ومع ذلك، فإن إغلاق الحلقة أمر بالغ الأهمية. ليس فقط بسبب التوقع المستقبلي لتشديد إمدادات النيكل والكوبالت والليثيوم، بل أيضًا لأن إعادة تدوير بطاريات السيارات الكهربائية لديها القدرة على زيادة الفائدة البيئية إلى أقصى حد. وتوقع شو وآخرون أنه في سيناريو التنمية المستدامة، سيصل الليثيوم والكوبالت والنيكل إلى أو يتجاوز كمية الاحتياطيات المعروفة في المستقبل إذا لم يُضع نظام إعادة تدوير. ووجد سييز وويتاكر أنه من خلال نشر إعادة تدوير البطاريات يمكن تجنب بعض انبعاثات غازات الاحتباس الحراري من التعدين.
تفتقر تقنيات السيارات الكهربائية إلى إطار عمل إعادة تدوير ثابت في العديد من البلدان، مما يجعل استخدام السيارات الكهربائية ومعدات كهربائية أخرى تعمل بالبطارية استهلاكًا كبيرًا للطاقة، مما يؤدي في النهاية إلى زيادة انبعاثات ثاني أكسيد الكربون - خاصة في البلدان التي تفتقر إلى موارد الطاقة المتجددة.

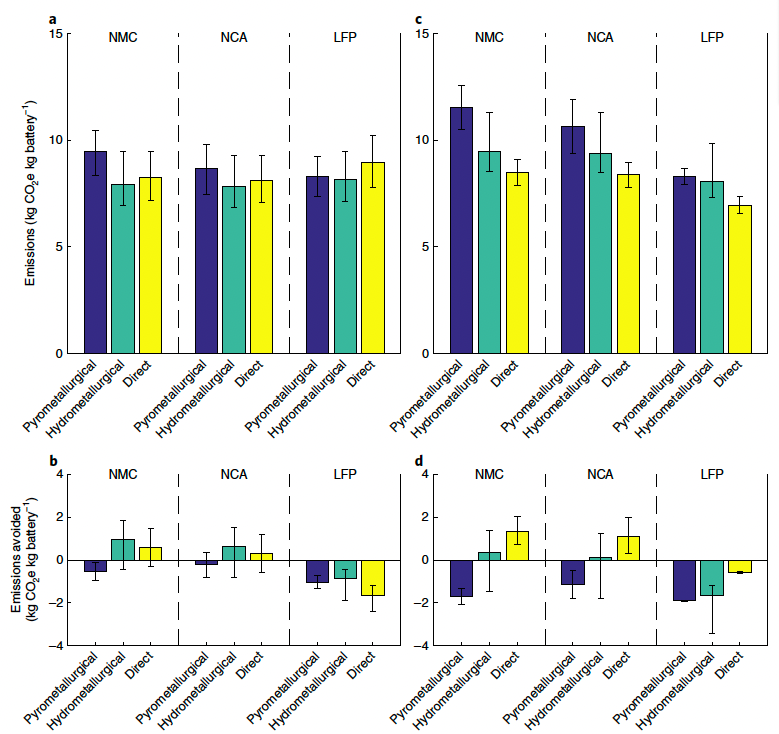
انبعاثات إعادة تدوير البطاريات أقل من متوسط شبكة الكهرباء الأمريكية. (a,b) للخلايا الأسطوانية و(c,d) للخلايا الجرابية. اُقتبست من سييز وويتاكر.

هناك العديد من الجهود المبذولة حول العالم لترويج تطوير ونشر تقنيات إعادة التدوير. في الولايات المتحدة، أنشأت مكاتب تقنيات المركبات التابعة لوزارة الطاقة (VTO) جهدين يستهدفان الابتكار وإمكانية تطبيق عمليات إعادة التدوير. يجلب مركز إعادة تدوير الليثيوم ثلاث جامعات وثلاثة مختبرات وطنية معًا لتطوير تقنيات إعادة تدوير مبتكرة وفعالة. وعلى وجه الخصوص، طُورت طريقة إعادة تدوير الكاثود المباشر من قبل مركز (ReCell). من ناحية أخرى، أنشأت مكاتب تقنيات المركبات التابعة لوزارة الطاقة أيضًا جائزة إعادة تدوير البطاريات لتشجيع رواد الأعمال الأمريكيين على إيجاد حلول مبتكرة لحل التحديات الحالية.
تساعد إعادة تدوير بطاريات السيارات الكهربائية على استعادة المواد القيمة مثل الليثيوم والكوبالت والنيكل والعناصر الأرضية النادرة، مما يقلل من الحاجة إلى التعدين الجديد ويحافظ على الموارد الطبيعية ويقلل من البصمة البيئية المرتبطة بإنتاج البطاريات من خلال تقليل تأثيرات التعدين واستهلاك الطاقة وانبعاثات غازات الاحتباس الحراري.

### إعادة التدوير مقابل التعدين
لفهم أعمق لدورة حياة بطاريات السيارات الكهربائية، من المهم تحليل الانبعاثات المرتبطة بالمراحل المختلفة. باستخدام خلايا نيكل ومغنيسوم وكوبالت الأسطوانية كمثال، وجد سييز وويتاكر أنه يُطلق حوالي 9 كجم من ثاني أكسيد الكربون المكافئ لكل كيلوغرام بطارية خلال مرحلتي ما قبل معالجة المواد الخام وتصنيع البطارية تحت متوسط شبكة الكهرباء الأمريكية. جاء أكبر جزء من الانبعاثات من إعداد المواد، حيث تمثل أكثر من 50% من الانبعاثات. إذا اُستخدمت خلية نيكل ومغنيسوم وكوبالت من نوع الكيس، فإن إجمالي الانبعاثات يرتفع إلى حوالي 10 كجم من ثاني أكسيد الكربون المكافئ لكل كيلوغرام بطارية، في حين أن تصنيع المواد لا يزال يساهم بأكثر من 50% من الانبعاثات. خلال مرحلة إدارة نهاية العمر الافتراضي، تضيف عملية إعادة التأهيل انبعاثات قليلة إلى انبعاثات دورة الحياة. من ناحية أخرى، فإن عملية إعادة التدوير، كما اقترحها سييز وويتاكر، تطلق كمية كبيرة من غازات الدفيئة. كما هو موضح في مخطط انبعاثات إعادة تدوير البطارية أ و ج، فإن انبعاثات عملية إعادة التدوير تختلف مع عمليات إعادة التدوير المختلفة، والكيمياء المختلفة، وعامل الشكل المختلف. وبالتالي، فإن صافي الانبعاثات المتجنبة مقارنة بعدم إعادة التدوير يختلف أيضًا مع هذه العوامل. في لمحة، كما هو موضح في الرسم البياني ب ود، فإن عملية إعادة التدوير المباشر هي العملية المثالية لإعادة تدوير بطاريات الخلايا الكيسية، بينما تعتبر العملية الهيدرومعدنية هي الأنسب للبطاريات من النوع الأسطواني. ومع ذلك، مع وجود اعمدة الخطأ كما هو موضح، لا يمكن اختيار أفضل نهج بثقة. ومن الجدير بالذكر أنه بالنسبة لكيمياء فوسفات الليثيوم والحديد (LFP)، تكون الفائدة الصافية سلبية. نظرًا لعدم احتواء هذه الخلايا على الكوبالت والنيكل اللذين يعد إنتاجهما مكلفًا ومستهلكًا للطاقة، فإن التعدين يكون أكثر كفاءة من الناحية الطاقة. بشكل عام، بالإضافة إلى تعزيز نمو قطاع واحد، يجب وضع جهد أكثر تكاملاً لتقليل انبعاثات دورة حياة بطاريات السيارات الكهربائية. يمكن أن يبرر إجمالي العرض المحدود للمواد الأرضية النادرة الحاجة إلى إعادة التدوير. ولكن الفائدة البيئية لإعادة التدوير تحتاج إلى تدقيق أكثر. استنادًا إلى تقنية إعادة التدوير الحالية، تعتمد الفائدة الصافية لإعادة التدوير على عوامل الشكل والكيمياء وعملية إعادة التدوير المختارة.

### التأثير البيئي
يُقدر أن الانتقال إلى السيارات الكهربائية سيحتاج إلى 87 مرة أكثر من كمية المعادن المحددة التي اُستخرجت في عام 2015 بحلول عام 2060، مع تغطية إعادة التدوير جزءًا من الطلب في المستقبل. وفقًا لدراسة وكالة الطاقة الدولية لعام 2021، يجب أن تزيد إمدادات المعادن من 400 كيلوطن في عام 2020 إلى 11800 كيلوطن في عام 2040 لتغطية الطلب من قبل السيارات الكهربائية. تؤدي هذا الزيادة إلى عدد من التحديات الرئيسية، من سلسلة التوريد حيث يتركز 60٪ من الإنتاج في الصين إلى تأثير كبير على المناخ والبيئة نتيجة لمثل هذا الزيادة الكبيرة في عمليات التعدين. ومع ذلك، فإن 45٪ من الطلب على النفط في عام 2022 كان للنقل البري، وقد تخفض البطاريات هذا إلى 20٪ بحلول عام 2050، مما سيوفر مئات المرات من المواد الخام أكثر من تلك المستخدمة لصنع البطاريات.
التعدين من النيكل والنحاس والكوبالت في البلدان النامية مثل الفلبين وجمهورية الكونغو الديمقراطية وإندونيسيا مثير للجدل بسبب الدمار الذي يسببه للبيئة. ساهم تعدين النيكل بشكل كبير في إزالة الغابات في إندونيسيا.

## تكلفة البطارية
انخفضت تكلفة البطارية المتوسطة بنسبة 90٪ منذ عام 2010 بسبب التطورات في كيمياء البطارية والتصنيع. تمثل البطاريات جزءًا كبيرًا من التكلفة الإجمالية للسيارة الكهربائية، غالبًا ما تمثل ما يصل إلى 30-40٪ من إجمالي سعر السيارة. ومع ذلك، فإن تكلفة بطاريات السيارات الكهربائية آخذة في الانخفاض بشكل مطرد على مر السنين بسبب التقدم التكنولوجي، واقتصاديات الحجم، وتحسينات عمليات التصنيع. تأتي بطاريات السيارات الكهربائية عادةً مع ضمانات تغطي عددًا معينًا من السنوات أو الأميال، مما يعكس الثقة في متانتها وموثوقيتها بمرور الوقت.

## تكافؤ السيارات الكهربائية

انخفضت أسعار البطاريات، نظراً للاقتصاديات الحجمية وتحسين الكيمياء الخلوية الجديدة لكثافة الطاقة. ومع ذلك، فإن الضغوط التضخمية العامة وارتفاع تكاليف المواد الخام والمكونات أعاقت انخفاض الأسعار في أوائل العقد الثاني من القرن الحادي والعشرين.

### تكافؤ التكلفة
إحدى القضايا هي سعر الشراء، والقضية الأخرى هي التكلفة الإجمالية للملكية. غالباً ما تكون التكلفة الإجمالية للملكية للسيارات الكهربائية أقل من السيارات التي تعمل بالبنزين أو الديزل. في عام 2024، تنبأت شركة غارتنر [الإنجليزية] بأنه بحلول عام 2027، ستكون تكلفة إنتاج السيارات الكهربائية من الجيل التالي، في المتوسط، أرخص من السيارات ذات المحركات الاحتراقية المماثلة. وفي الصين، أصبحت السيارات الكهربائية الآن أرخص من السيارات المماثلة التي تعمل بالاحتراق. ويُدفع هذا التطور من خلال الدعم في السوق الصينية. وتقوم الولايات المتحدة بحماية مصنعيها من خلال التعريفات الجمركية، وفي الاتحاد الأوروبي يُناقش هذا الأمر. ويمكن أن يؤدي ذلك إلى تأخير تكافؤ التكلفة.

### تكافؤ المسافة
وزن بطارية السيارة الكهربائية هو العامل المحدد لتحقيق المسافة المقطوعة. يمتلك الديزل والبنزين كثافة طاقة تفوق 50 مرة كثافة طاقة بطاريات السيارات الكهربائية الحالية.
|                         | كثافة الطاقة كيلوواط ساعة/طن | الاستهلاك المثالي لكل 100 كم  | الوزن لكل 100 كم |
| ----------------------- | ---------------------------- | ----------------------------- | ---------------- |
| محركات الأحتراق         | 12600                        | 7 لتر ~ 72 كيلو وات في الساعة | ~6 كجم           |
| بطاريات سيارات الكهرباء | 165                          | 20 كيلو وات في الساعة         | ~120 كجم         |

في الاستخدام العملي، تعتبر سرعة الشحن أكثر أهمية من سعة البطارية (انظر قسم إعادة الشحن). تزن بطاريات السيارات الكهربائية النموذجية في سيارات الركاب من 300 إلى 1000 كجم (من 660 إلى 2200 رطل)، مما يؤدي إلى مسافات تتراوح من 150 إلى 500 كم (من 90 إلى 310 ميل)، اعتمادًا على درجة الحرارة وأسلوب القيادة ونوع السيارة.
حتى مع نفس المسافة المقطوعة مثل سيارة احتراق كاملة متوسطة، يجب أن يكون المشترون مطمئنين إلى وجود محطات شحن متاحة على نطاق واسع ومتوافقة مع سياراتهم.
اعتبارًا من عام 2024، فإن مدى السفن الكهربائية والطائرات الكبيرة أقل من تلك التي تعمل بمحركات الاحتراق. لكهربة جميع الشحنات، هناك حاجة إلى شحن متعدد ميغاواط موحد. ولكن في بعض الأحيان يمكن تبديل البطاريات، على سبيل المثال للشحن النهري. اعتبارًا من عام 2024، لا يُتوقع أن تصل الطائرات الكبيرة الكهربائية النقية إلى مدى يزيد عن 1000 كم في غضون عقد - مما يعني أنه بالنسبة لأكثر من نصف الرحلات الجوية المجدولة، لا يمكن تحقيق المسافة المقطوعة.

## المواصفات

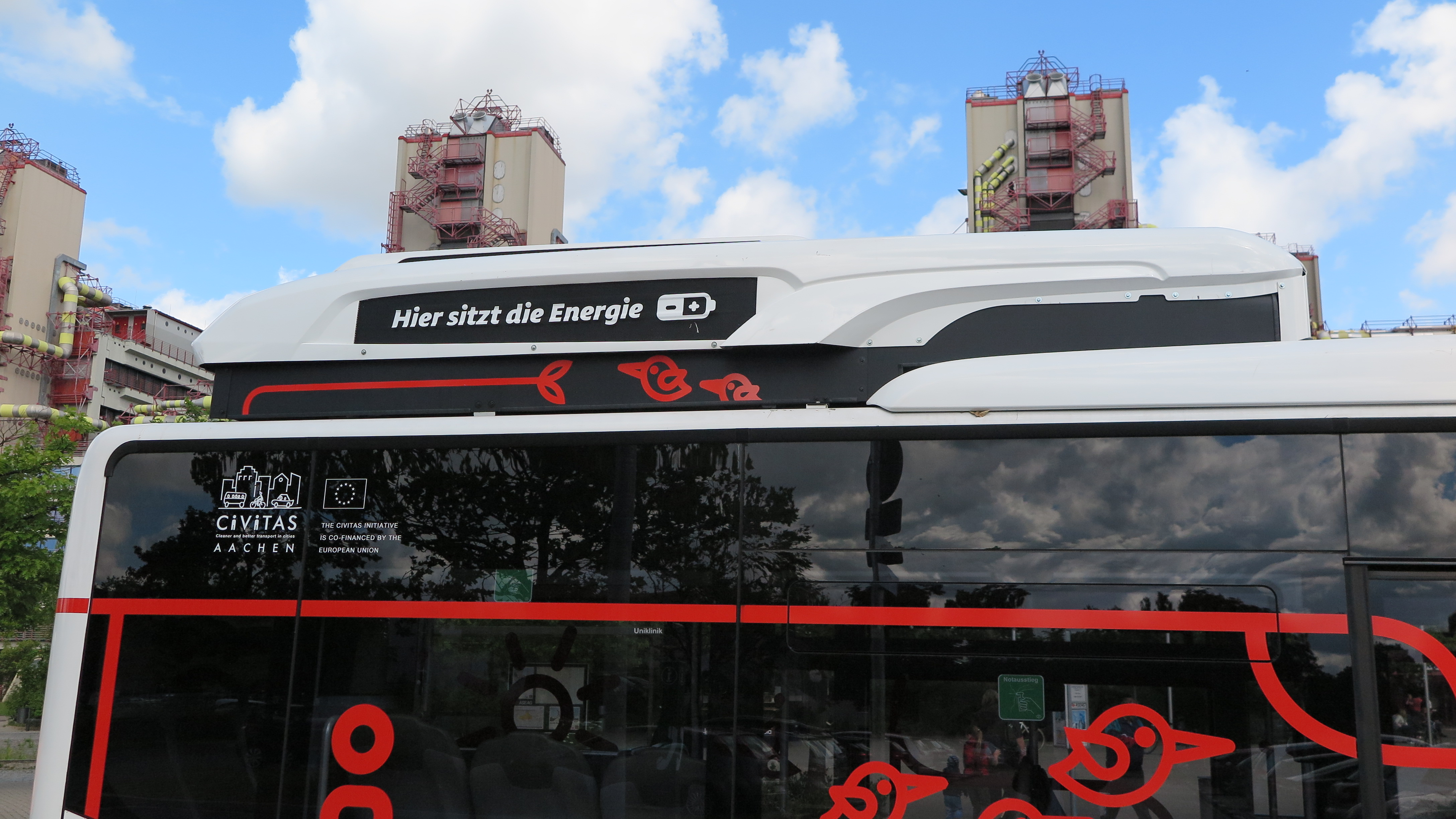
حزمة البطاريات على سطح حافلة كهربائية تعمل بالبطاريات.

### المكونات الداخلية

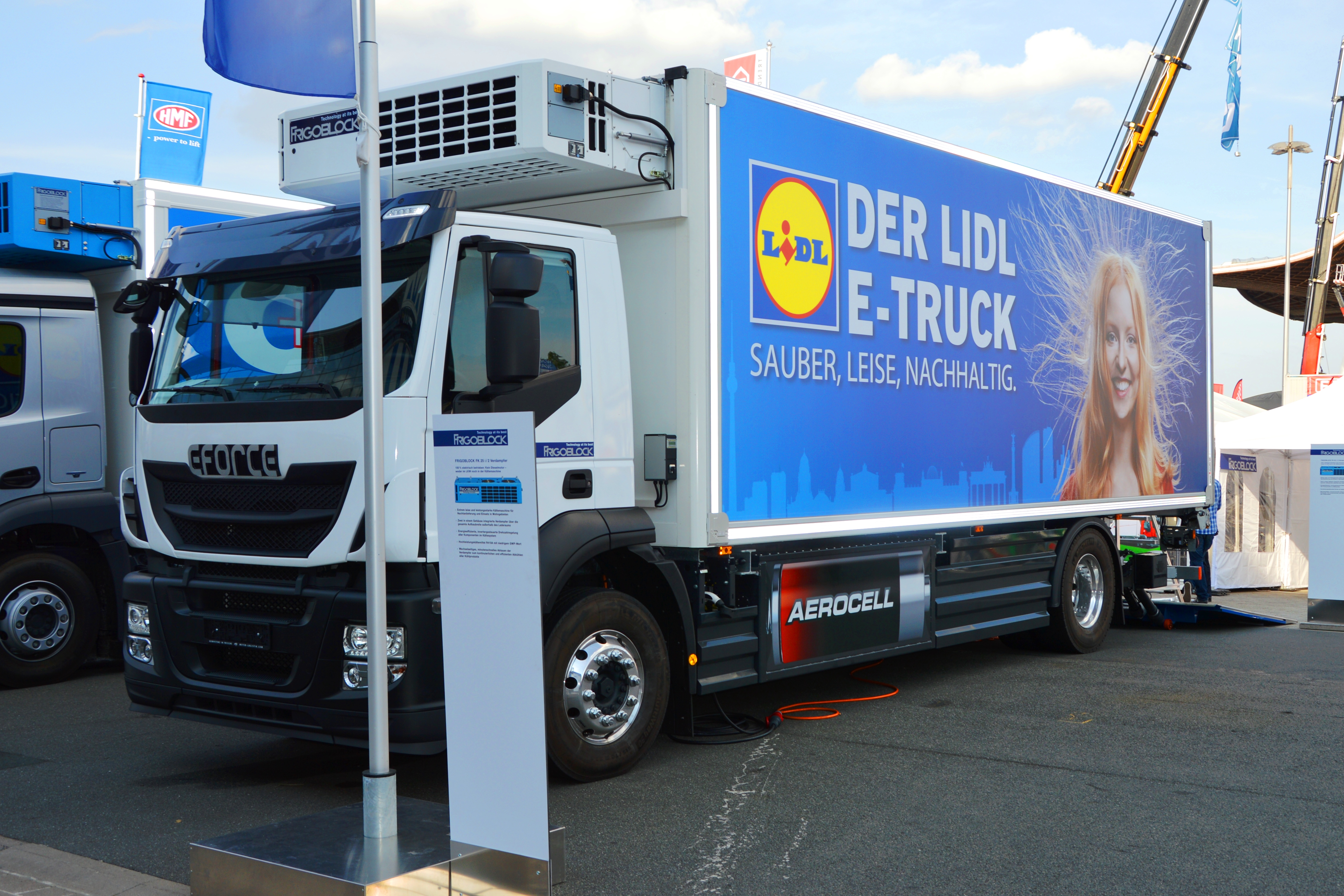
شاحنة كهربائية اي-فورس ون. حزمة البطارية بين المحاور.

تصاميم بطاريات السيارات الكهربائية معقدة وتختلف على نطاق واسع حسب الشركة المصنعة والتطبيق المحدد. ومع ذلك، فهي جميعها تجمع بين مجموعة من الأنظمة الميكانيكية والكهربائية البسيطة التي تؤدي الوظائف الأساسية المطلوبة من البطارية.
يمكن أن تحتوي الخلايا الفعلية للبطارية على كيمياء وأشكال وأحجام فيزيائية مختلفة حسب تفضيلات مختلف مصنعي البطاريات. ستتضمن بطاريات السيارات الكهربائية دائمًا العديد من الخلايا المنفصلة المتصلة في سلسلة وتوازي لتحقيق متطلبات الجهد والتيار الإجمالية للبطارية. يمكن أن تحتوي بطاريات السيارات الكهربائية بالكامل على عدة مئات من الخلايا الفردية. كل خلية لها جهد اسمي يتراوح بين 3-4 فولت، حسب تركيبها الكيميائي.
لمساعدة في التصنيع والتجميع، عادةً تُجمع المجموعة الكبيرة من الخلايا في مجموعات أصغر تسمى الوحدات النمطية. تُضع العديد من هذه الوحدات النمطية في حزمة واحدة. داخل كل وحدة نمطية، تُلحم الخلايا معًا لإكمال المسار الكهربائي لتدفق التيار. يمكن أن تتضمن الوحدات النمطية أيضًا آليات تبريد ومراقبة درجة الحرارة وأجهزة أخرى. يجب أن تظل الوحدات النمطية ضمن نطاق درجة حرارة محدد للأداء الأمثل. في معظم الحالات، تسمح الوحدات النمطية أيضًا بمراقبة الجهد الذي تنتجه كل خلية بطارية في المكدس باستخدام نظام إدارة البطارية (BMS).
يحتوي مكدس خلايا البطارية على صمام رئيسي يحد من التيار المار عبر الحزمة تحت حالة الدائرة القصيرة. يمكن إزالة "قابس الخدمة" أو "فصل الخدمة" لتقسيم مكدس البطارية إلى نصفين معزولين كهربائيًا. مع إزالة قابس الخدمة، لا تشكل الأطراف الرئيسية المكشوفة للبطارية أي خطر كهربائي عالي الجهد لفنيي الصيانة.
مجموعة البطارية تحتوي أيضًا على مرحلات أو مفاتيح تلامس في توزيع الطاقة الكهربائية لمجموعة البطارية إلى أطراف الإخراج. في معظم الحالات، سيكون هناك حد أدنى من المرحلات رئيسية اثنتين تربطان مجموعة خلايا البطارية بالأطراف الرئيسية الإيجابية والسلبية للإخراج في المجموعة، والتي بدورها تزود محرك الدفع الكهربائي بالتيار العالي. تتضمن بعض تصميمات المجموعات مسارات تيار بديلة لشحن نظام الدفع مسبقًا من خلال مقاوم شحن مسبق أو لتشغيل مسار اضافي والذي سيحتوي أيضًا على مرحلات التحكم الخاصة به. لأسباب السلامة، تكون هذه المرحلات مفتوحة عادةً.

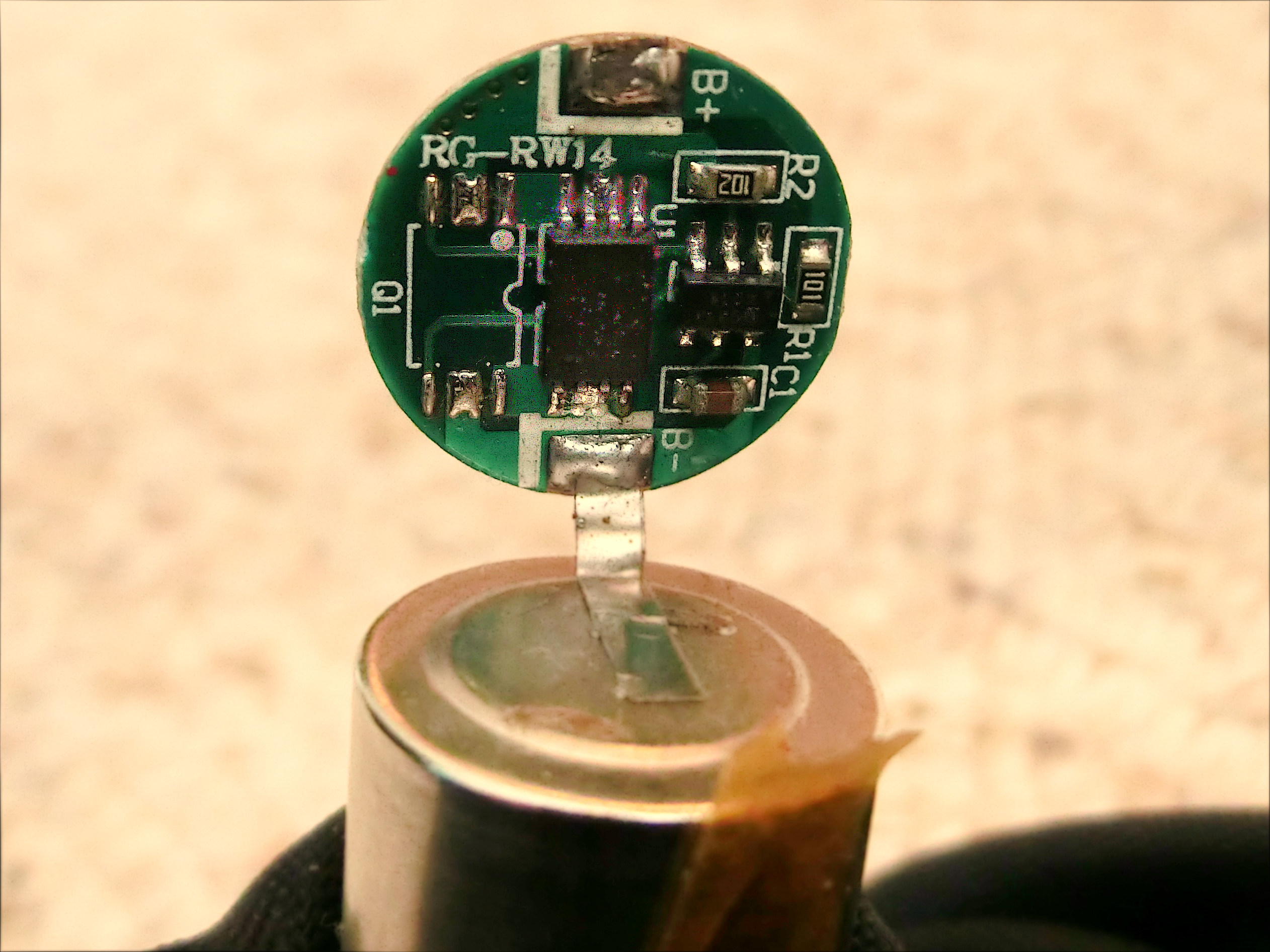
إلكترونيات مراقبة بطارية الليثيوم أيون (حماية من الشحن الزائد والتفريغ الزائد)

تحتوي مجموعة البطارية أيضًا على مجموعة متنوعة من أجهزة استشعار درجة الحرارة والجهد والتيار. تُجمع البيانات من أجهزة استشعار المجموعة وتنشيط مرحلات المجموعة بواسطة وحدة مراقبة البطارية أو نظام إدارة البطارية. كما أن نظام إدارة البطارية مسؤول عن الاتصالات مع السيارة خارج مجموعة البطارية.

### إعادة الشحن
يجب إعادة شحن بطاريات السيارات الكهربائية بشكل دوري. تُشحن السيارات الكهربائية من الشبكة الكهربائية في المنزل أو باستخدام محطة شحن. تُولد الطاقة من مجموعة متنوعة من الموارد المحلية، مثل الفحم والطاقة الكهرمائية والنووية والغاز الطبيعي والخلايا الشمسية الكهروضوئية والرياح. مع إمدادات الطاقة المناسبة، عادةً يُحقق عمر خدمة جيد للبطارية عند معدلات الشحن التي لا تتجاوز نصف سعة البطارية في الساعة ("0.5C")، مما يستغرق ساعتين أو أكثر للشحن الكامل، ولكن الشحن الأسرع متاح حتى للبطاريات ذات السعة الكبيرة.
يقتصر وقت الشحن في المنزل على قدرة المقبس الكهربائي المنزلي، ما لم تُجرى أعمال الأسلاك الكهربائية المتخصصة. في الولايات المتحدة وكندا واليابان وبلدان أخرى ذات كهرباء 120 فولت، يوفر مقبس منزلي عادي 1.5 كيلووات. في البلدان الأخرى ذات الكهرباء 230 فولت، يمكن توصيل ما بين 7 و14 كيلووات (230 فولت أحادي الطور و 400 فولت ثلاثي الطور، على التوالي). في أوروبا، أصبحت توصيلة الشبكة 400 فولت (230 فولت ثلاثي الطور) أكثر شيوعًا نظرًا لأن المنازل الجديدة لا تحتوي على توصيلة الغاز الطبيعي بسبب لوائح السلامة للاتحاد الأوروبي.
أظهرت البيانات الجديدة أن التعرض للحرارة واستخدام الشحن السريع يعززان تدهور بطاريات الليثيوم أيون أكثر من العمر والاستخدام الفعلي، وأن متوسط بطارية السيارة الكهربائية سيحتفظ بنسبة 90٪ من سعتها الأولية بعد ست سنوات وستة أشهر من الخدمة. على سبيل المثال، ستتدهور بطارية سيارة نيسان ليف مرتين أسرع من بطارية سيارة تسلا، لأن ليف لا تحتوي على نظام تبريد نشط للبطارية الخاصة بها.

#### وقت إعادة الشحن

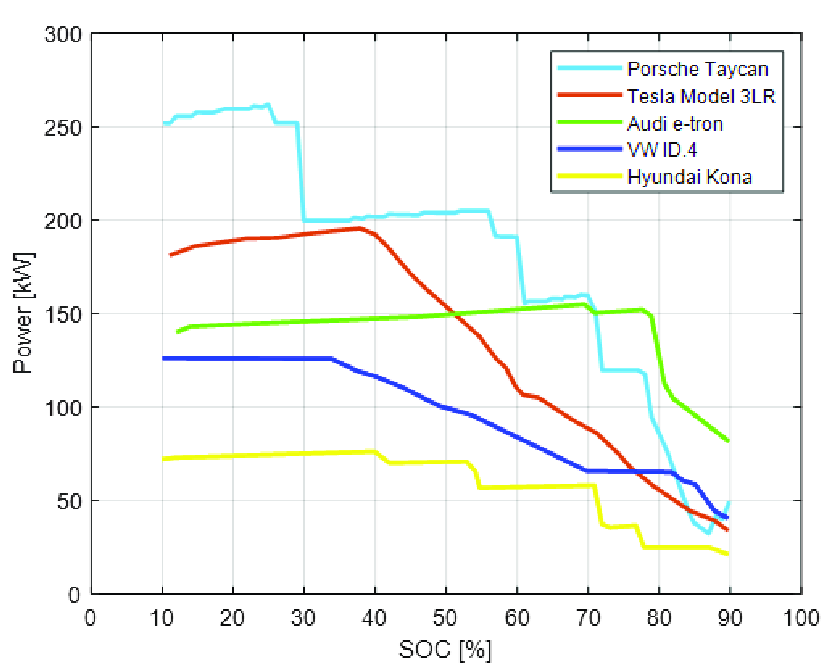
منحنى شحن السيارات الكهربائية على شواحن 300 كيلووات

مع إعادة الشحن السريعة، يصبح القلق بشأن محدودية مدى السفر غير ذي صلة، حيث يمكن تقليل مدة التوقف في محطات الشحن العامة. هناك شبكة متنامية لتزويد السيارات الكهربائية بالطاقة بقدرات تيار مستمر تبلغ 150 كيلووات وأكثر، والتي يمكن أن تضيف ما يصل إلى 300 كم من المدى خلال فترة راحة نموذجية مدتها 30 دقيقة. تعتمد سرعة الشحن على قدرة محطة الشحن والحد الأقصى للحمل الذي يمكن أن يتحمله طراز السيارة الكهربائية المحدد. في حالات الشحن التي تتجاوز 50٪، تبطئ سرعة الشحن بشكل عام. تتراوح قوى الشحن السريع النموذجية بين 30 و80 كيلووات. يستغرق الشحن في المنزل أو في محطات الشحن الصغيرة باستخدام التيار المتردد عادةً عدة ساعات. يفترض الجدول استهلاكًا نموذجيًا قدره 15 كيلووات في الساعة لكل 100 كم، ويأخذ في الاعتبار أن على السائقين أخذ استراحة كل 300 كم على أي حال.
| مدة التزود بالوقود/الشحن 300 كم (45 كيلو وات في الساعة) | مدة التزود بالوقود/الشحن 300 كم (45 كيلو وات في الساعة) | مدة التزود بالوقود/الشحن 300 كم (45 كيلو وات في الساعة) | مدة التزود بالوقود/الشحن 300 كم (45 كيلو وات في الساعة) |
| ------------------------------------------------------- | ------------------------------------------------------- | ------------------------------------------------------- | ------------------------------------------------------- |
| النوع                                                   | الحد الأقصى للطاقة                                      | متوسط الطاقة                                            | الوقت                                                   |
| الديزل/البنزين                                          |                                                         |                                                         | 5-10 دقائق                                              |
| تيسلا طراز واي                                          | 250 كيلو وات                                            | 87.7 كيلو وات (10-90%)                                  | 31 دقيقة                                                |
| فولكس فاجن إي-أب                                        | 37 كيلو وات                                             | 30 كيلو وات                                             | 90 دقيقة (توقفان)                                       |

#### موصلات الشحن
يمكن توصيل طاقة الشحن بالسيارة بطريقتين. الأولى هي اتصال كهربائي مباشر يُعرف باسم الاقتران التوصيلي. قد يكون هذا بسيطًا مثل سلك رئيسي في مقبس مقاوم للطقس من خلال كابلات عالية السعة خاصة مع موصلات لحماية المستخدم من الجهد العالي. المعيار الحديث لشحن السيارات الكهربائية هو موصل ساي جي 1772 نوع 1 في الولايات المتحدة. اختارت الجمعية الأوروبية لمصنعي السيارات موصل اي اي سي 62196 نوع 2 للانتشار في أوروبا، والذي، بدون مزلاج، يعني متطلبات طاقة إضافية غير ضرورية لآلية القفل.
والنهج الثاني يعرف باسم الشحن الكهرومغناطيسي. يُدخل "مجداف" خاص في فتحة بالسيارة. المجداف هو لفائف واحدة من المحول، بينما تُبنى الأخرى في السيارة. عندما يُدخل المجداف، تكتمل دائرة مغناطيسية توفر الطاقة لحزمة البطارية. في أحد أنظمة الشحن الكهرومغناطيسي، توصل لفائف واحدة بالجزء السفلي من السيارة، بينما تظل الأخرى على أرضية المرآب. تتمثل ميزة النهج الكهرومغناطيسي في عدم وجود احتمال للصعق بالكهرباء حيث لا توجد موصلات مكشوفة، على الرغم من أن الأقفال والموصلات الخاصة وكواشف عطل الأرض يمكن أن تجعل الاقتران التوصيلي آمنًا تقريبًا. يمكن للشحن الكهرومغناطيسي أيضًا تقليل وزن السيارة، من خلال نقل المزيد من مكونات الشحن خارج السيارة. زعم مؤيد للشحن الكهرومغناطيسي من تويوتا في عام 1998 أن الاختلافات الإجمالية في التكلفة كانت ضئيلة، بينما زعم مؤيد للشحن التوصيلي من فورد أن الشحن التوصيلي كان أكثر كفاءة من حيث التكلفة.

#### نقاط إعادة الشحن
اعتبارًا من يونيو 2024، هناك أكثر من 200,000 موقع و400,000 محطة شحن للسيارات الكهربائية حول العالم.

#### مدى السفر قبل إعادة الشحن
يعتمد مدى السيارة الكهربائية البطارية على عدد ونوع البطاريات المستخدمة. كما أن وزن ونوع السيارة والتضاريس والطقس وأداء السائق لها أيضًا تأثير، تمامًا كما هو الحال على المسافة المقطوعة في المركبات التقليدية. يعتمد أداء تحويل السيارة الكهربائية على عدد من العوامل بما في ذلك كيمياء البطارية. توفر السيارات الكهربائية المجهزة ببطاريات ليثيوم أيون مدى يتراوح بين 320-540 كم (200-340 ميل) لكل شحنة.
قد تزداد المقاومة الداخلية لبعض البطاريات بشكل كبير عند درجات الحرارة المنخفضة مما قد يؤدي إلى انخفاض ملحوظ في مدى السيارة وعمر البطارية. مع نظام التيار المتردد أو نظام التيار المستمر المتقدم، يمكن أن يمد الفرامل التجددية المدى بنسبة تصل إلى 50٪ في ظل ظروف حركة المرور القصوى بدون توقف كامل. خلاف ذلك، يُمدد المدى بنسبة 10 إلى 15٪ في القيادة داخل المدينة، وبمقدار ضئيل في القيادة على الطرق السريعة، حسب التضاريس.
يمكن أن تستخدم السيارات الكهربائية، بما في ذلك الحافلات والشاحنات، أيضًا مقطورات المولدات الكهربائية ومقطورات الدفع من أجل تمديد مداها عند الحاجة دون زيادة الوزن الإضافي أثناء الاستخدام العادي قصير المدى. يمكن استبدال المقطورات الفارغة بأخرى مشحونة أثناء الطريق. إذا كانت مستأجرة، يمكن تأجيل تكاليف الصيانة إلى الوكالة.

#### المقطورات
المقطورات التي تحمل بطاريات إضافية يمكن أن تزيد من المدى الإجمالي للمركبة، ولكنها تزيد أيضًا من فقدان الطاقة الناتج عن السحب الديناميكي الهوائي، وتزيد من تأثيرات نقل الوزن، وتقلل من قدرة الجر.

#### التبديل والإزالة
بدلاً من إعادة الشحن، يمكن استبدال البطاريات المستنزفة أو شبه المستنزفة (أو وحدات مد البطارية) ببطاريات مشحونة بالكامل. وهذا ما يسمى بتبديل البطارية، ويكون في محطات التبديل.
وتشمل ميزات محطات التبديل ما يلي:
1. لم يعد المستهلك قلقًا بشأن تكلفة رأس مال البطارية أو دورة حياتها أو التكنولوجيا أو الصيانة أو مسائل الضمان.
2. التبديل أسرع بكثير من الشحن: أظهرت معدات تبديل البطارية التي بنتها شركة بيتر بلاس عمليات تبديل آلية في أقل من 60 ثانية.
3. تزيد محطات التبديل من جدوى تخزين الطاقة الموزعة عبر الشبكة الكهربائية.

وتشمل المخاوف بشأن محطات التبديل ما يلي:
1. احتمال الاحتيال (لا يمكن قياس جودة البطارية إلا خلال دورة تفريغ كاملة، ولا يمكن قياس عمر البطارية إلا خلال دورات تفريغ متكررة، ولا يمكن لأولئك المشاركين في عملية التبديل معرفة ما إذا كانوا يحصلون على بطارية مهترئة أو ذات فعالية منخفضة، تتدهور جودة البطارية ببطء مع مرور الوقت، وبالتالي تُجبر البطاريات البالية تدريجياً على الدخول في النظام).
2. عدم رغبة الشركات المصنعة في توحيد الوصول إلى البطارية من خلال الأجهزة المفتوحة المصدر وتفاصيل التنفيذ، وبالتالي يجب على المستخدمين العثور على محطة خاصة.
3. المخاوف الأمنية.

### شبكة السيارة إلى الشبكة
تسمح الشبكة الذكية للسيارات الكهربائية بتزويد الشبكة بالطاقة في أي وقت، خاصةً:
- خلال فترات الذروة (عندما يكون سعر بيع الكهرباء مرتفعًا جدًا. يمكن إعادة شحن المركبات خلال ساعات غير الذروة بأسعار أرخص مما يساعد على امتصاص فائض توليد الكهرباء ليلاً. تعمل المركبات كمنظومة تخزين موزّع للبطاريات لتخزين الطاقة.)
- خلال انقطاع التيار الكهربائي، كمصدر طاقة احتياطي.

### السلامة
تُعامل قضايا السلامة الخاصة بالمركبات الكهربائية بشكل كبير من خلال المعيار الدولي 6469. ينقسم هذا المعيار إلى ثلاثة أجزاء:
- تخزين الطاقة الكهربائية على متن المركبة، أي البطارية
- وسائل السلامة الوظيفية والحماية من الأعطال
- حماية الأشخاص من المخاطر الكهربائية

يتلقى رجال الإطفاء وموظفو الإنقاذ تدريباً خاصاً للتعامل مع الجهود الكهربائية الأعلى والمواد الكيميائية التي يواجهونها في حوادث المركبات الكهربائية والهجينة الكهربائية. في حين أن حوادث السيارات الكهربائية قد تقدم مشاكل غير عادية، مثل الحرائق والأبخرة الناتجة عن التفريغ السريع للبطارية، يتفق العديد من الخبراء على أن بطاريات السيارات الكهربائية آمنة في المركبات المتوفرة تجارياً وفي التصادمات الخلفية، وهي أكثر أماناً من السيارات التي تعمل بالبنزين مع خزانات البنزين الخلفية.
عادةً ما يتضمن اختبار أداء البطارية تحديد ما يلي:
- حالة الشحن (SOC)
- حالة الصحة (SOH)
- كفاءة الطاقة

يحاكي اختبار الأداء دورات القيادة لمحركات القيادة للمركبات الكهربائية والمركبات الكهربائية الهجينة والمركبات الهجينة القابلة للشحن الخارجي وفقًا للمواصفات المطلوبة من قبل مصنعي السيارات الاصليين. أثناء دورات القيادة هذه، يمكن إجراء تبريد متحكم به للبطارية، مما يحاكي الظروف الحرارية في السيارة.
بالإضافة إلى ذلك، تتحكم الغرف المناخية في الظروف البيئية أثناء الاختبار وتسمح بمحاكاة النطاق الكامل لدرجة حرارة السيارات والظروف المناخية.

### براءات الاختراع
يمكن استخدام براءات الاختراع لقمع تطوير أو نشر تكنولوجيا البطارية. على سبيل المثال، كانت شركة تابعة لشركة شيفرون، وهي شركة نفط، تمتلك براءات اختراع ذات صلة باستخدام خلايا النيكل المعدنية الهيدريد في السيارات، والتي حافظت على حق الفيتو في أي بيع أو ترخيص لتكنولوجيا بطارية النيكل وهيدريد فلز.

## البحث والتطوير والابتكار
اعتبارًا من ديسمبر 2019، تقرر استثمار مليارات اليورو في مجال البحث في جميع أنحاء العالم لتحسين البطاريات.
توصل الباحثون إلى بعض الاعتبارات التصميمية لشواحن السيارات الكهربائية بدون تلامس. أنظمة نقل الطاقة المقترنة بالحث (ICPT) مصممة لنقل الطاقة بكفاءة من مصدر أساسي (محطة شحن) إلى مصدر ثانوي واحد أو أكثر (سيارات كهربائية) بدون تلامس عبر الاقتران المغناطيسي.
أوروبا لديها خطط للاستثمار الكبير في تطوير وإنتاج بطاريات السيارات الكهربائية، كما أن إندونيسيا تهدف أيضًا إلى إنتاج بطاريات السيارات الكهربائية في عام 2023، ودعوة شركة جي اي ام الصينية للبطاريات وشركة أمبيركس للتكنولوجيا المعاصرة للاستثمار في إندونيسيا.

### المُكثِّف الفائق
المكثفات الفائقة (أو المكثفات الكهربائية ذات الطبقة المزدوجة) تُستخدم في بعض السيارات الكهربائية، مثل النموذج التجريبي ايه اف اس ترنيتي، لتخزين الطاقة المتاحة بسرعة بفضل قدرتها النوعية العالية، وذلك للحفاظ على البطاريات ضمن حدود آمنة من التسخين المقاومي ولتمديد عمر البطارية.
نظراً لأن المكثفات الفائقة المتاحة تجارياً تتميز بالطاقة النوعية المنخفضة، فإنه لا توجد سيارات كهربائية إنتاجية تستخدم المكثفات الفائقة حصرياً. في يناير 2020، صرح إيلون ماسك، الرئيس التنفيذي لشركة تسلا، بأن التطورات في تكنولوجيا بطاريات الليثيوم-أيون قد جعلت المكثفات الفائقة غير ضرورية للسيارات الكهربائية.

### الترويج في الولايات المتحدة
في 2 مايو 2022، اعلن ادارة الرئيس بايدن عن بدء خطة بقيمة 3.16 مليار دولار لتعزيز التصنيع المحلي وإعادة تدوير البطاريات، وذلك في إطار جهد أكبر لتحويل البلاد بعيدًا عن السيارات التي تعمل بالغاز إلى السيارات الكهربائية. وتهدف إدارة بايدن إلى أن يكون نصف إنتاج السيارات الأمريكية كهربائيًا بحلول عام 2030.
يهدف قانون الحد من التضخم لعام 2022، الذي مُرر في 16 أغسطس 2022، إلى تحفيز تصنيع الطاقة النظيفة من خلال منح دافع ضريبي للمستهلكين بقيمة 7500 دولار للسيارات الكهربائية التي تحتوي على بطاريات أمريكية الصنع، وإعانات لمصانع السيارات الكهربائية. بحلول أكتوبر 2022، اُعلن عن استثمارات بمليارات الدولارات لأكثر من عشرين مصنعًا للبطاريات في الولايات المتحدة، مما دفع بعض المعلقين إلى تسمية الغرب الأوسط بـ "حزام البطارية".